# Geophilus pauropus
Geophilus pauropus är en mångfotingart som beskrevs av Carl Graf Attems 1927. Geophilus pauropus ingår i släktet Geophilus och familjen storjordkrypare.
Artens utbredningsområde är Kroatien. Inga underarter finns listade i Catalogue of Life.